# Ivan Khurs
Le Ivan Khurs est un navire collecteur de renseignements de classe Iouri Ivanov, projet 18280, de la Marine russe qui sert dans la Flotte de la mer Noire. Depuis le début de la guerre russo-ukrainienne en 2022, il a déjà été attaqué deux fois par les Forces armées de l'Ukraine, sans pour autant être endommagé,. Le 24 mars 2024, Kyïv aurait finalement atteint son objectif en parvenant à couler le bateau .

## Conception
La classe Iouri Ivanov (projet 18280) est un type de navire collecteur de renseignements SIGINT russe conçu par le bureau d'études central JSC « Iceberg ». Le déplacement du navire est de plus de 4000 tonnes, son autonomie de 8000 milles marins (13000 km) et son armement se compose d’armes antiaériennes légères. Le navire, par ses caractéristiques de performance et ses capacités, est considérablement supérieur aux navires des générations précédentes, principalement en raison de sa polyvalence et de son haut niveau d’automatisation et d’intégration des systèmes. L'Ivan Khurs est équipé de récepteurs d'alerte radar (RWR) et de systèmes d'écoute électronique qui lui permettent de localiser les radars et les batteries de missiles ennemies. Son équipage comporte 131 membres.

## Historique opérationnel
L'Ivan Khurs est le deuxième et dernier (à ce jour) navire de la classe. Selon l’agence Tass, il a été construit au chantier naval Severnaïa Verf à Saint-Pétersbourg. Il a été nommé en l'honneur du chef de la direction du renseignement de l'état-major principal de la marine de l'URSS, le vice-amiral Ivan Kuzmich Khurs. La quille du navire a été posée en novembre 2013. Le navire a été mis à l’eau le 16 mai 2017 et a fait l’objet d’essais en mer de février à avril 2018. Il a été mis en service dans la flotte de la mer Noire en juin 2018.
Fin mai 2023, lors de l’invasion militaire de l’Ukraine, la Russie a déclaré que l'Ivan Khurs avait été attaqué par des drones de surface navals (USV) appartenant à l’Ukraine, et qu’au moins un USV avait été détruit par les armes du bord. Les services de renseignement de la défense ukrainienne ont confirmé la frappe et ont déclaré que l’un des drones avait touché sa cible. Le 25 mai 2023, une vidéo est apparue qui montre un USV atteignant le navire à quelques mètres, après quoi le flux vidéo est coupé. Il est probable que l’USV ait explosé à proximité du navire. Après cette attaque en Mer Noire, le Ivan Khours a été obligé de retourner à son port de Sébastopol mais l'opération n'avait cependant pas permis d'atteindre le navire collecteur de renseignements, qui était visiblement intact.
Après l’avoir traqué durant un an à l’aide de drones et de missiles, les Ukrainiens ont attaqué une seconde fois l'Ivan Khurs, mais cette fois au port, alors qu’il était amarré à Sébastopol, en Crimée occupée,, qui est la principale base navale russe en mer Noire. Selon les informations du magazine Forbes, le bateau espion aurait été touché le dimanche 24 mars par un missile de croisière, ukrainien R-360 Neptune, la version modernisée d’un missile conçu pour la marine soviétique. La marine ukrainienne a déclaré avoir également frappé trois navires de débarquement,. Les navires de débarquement Azov et Yamal, de classe Ropucha, ont été touchés le samedi 23 mars par une salve de missiles de croisière SCALP / Storm Shadow de fabrications française et britannique, tirés par des chasseurs-bombardiers de la Force aérienne ukrainienne. Le grand navire amphibie Konstantin Olshansky, également de classe Ropucha, a été touché en même temps que l'Ivan Khurs le dimanche 24 mars. Cela ferait un total de quatre navires russes endommagés en deux jours. Aucune information indépendante ne permet, à ce stade, de confirmer ou d’infirmer le fait que l'Ivan Khurs ait été touché. L'état précis dans lequel se trouve le navire collecteur de renseignements demeure inconnu, et on ne sait pas à quel point il a été endommagé lors du raid,. Le ministre de la Défense britannique a déclaré dimanche que la flotte de la mer Noire était « fonctionnellement inactive », rapporte Business Insider. Des images satellite semblent révéler des marques de brûlure sur la poupe du bateau, qui est peut-être encore opérationnel, ou pas. En tout cas, l'Ivan Khurs est toujours à flot, ce qui signifie qu’il y a de fortes chances que les ukrainiens décident de mener une troisième attaque pour en finir avec lui.